# Meluhha
Se conoce como Meluhha a uno de los principales centros de intercambio comercial con la antigua Mesopotamia, durante el Bronce Medio, pero cuya ubicación todavía no está clara, aunque recientemente, parece que se está aceptando que fue el antiguo nombre de la civilización del Indo, escrito en cuneiforme.
La palabra se encuentra en numerosos textos sumerios y acadios. Los sumerios la consideraban su lugar de procedencia antes de establecerse en Mesopotamia.

## Meluhha, Dilmun y Magan
Los textos sumerios hablan repetidamente de tres importantes centros con los cuales comerciaban: Magan, Dilmun y Meluhha. Magan suele identificarse con Omán mientras que a Dilmun se la sitúa en la región de la moderna Bahrain. La situación de Meluhha sigue debatiéndose.
La mayoría de estudiosos sugiere que Meluhha es la palabra sumeria para la cultura del valle del Indo. Asko Parpola deriva Meluhha de tempranos documentos sumerios en los que aparece la palabra me-lah-ha, que identifica con la palabra dravídica met akam (‘país alto’). También sugiere que Meluhha es el origen de la peyorativa palabra sánscrita mlecha (‘bárbaro, extranjero’).

## La hipótesis del Valle del Indo

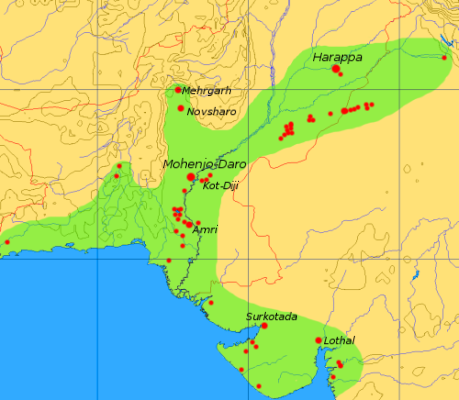
Área de la Civilización del valle del Indo.

Existen varias evidencias del comercio entre Mesopotamia y el Valle del Indo. Lo testifican los sellos de barro impresos en la ciudad de Harappa, que se usaban para sellar paquetes de mercancía (con señales de sacos o cuerdas, que quedaron impresas en el barro de su reverso). Cierto número de estos sellos procedentes del Valle del Indo se han encontrado en la ciudad de Ur y en otros lugares de Mesopotamia. Otros tipos de sellos más usuales en la zona del golfo Pérsico aparecidos en Guyarat (India) y también en Mesopotamia, atestiguan la existencia de un comercio a larga distancia.
Documentos comerciales, listas de mercancías e inscripciones oficiales mencionando Meluhha, complementan los hallazgos arqueológicos. Las referencia literias sobre Meluhha datan del Imperio acadio de la III Dinastía de Ur y del periodo de Isin y Larsa (2350-1800 a. C.).

## La hipótesis africana
Un texto del primer milenio a. C. sugiere que Meluhha y Magan eran territorios situados junto a Egipto. Asurbanipal al hablar de su primera campaña contra Egipto incluye a Meluhha y Magan entre los países sojuzgados. Bernard Sergent sugiere que los dravidianos del sur de la India son una raza melano-africana emigrada desde el Sahel y sugiere que originalmente la palabra Meluhha se utilizaba para designar Etiopía. Hay que hacer notar que desde el tercer milenio a. C. la palabra usada para designar a Etiopía era Kush y que aparte de la mención de Asurbanipal no hay ninguna otra mención en los textos mesopotamicos sobre Meluhha desde el 1700 a. C., coincidiendo con el declive de la cultura del valle del Indo.